# Зелёная (Гусятинская поселковая община)
Зелёная (укр. Зелена) — село в Гусятинской поселковой общине Чортковского района Тернопольской области Украины.
Население по переписи 2001 года составляло 141 человек. Почтовый индекс — 48526. Телефонный код — 3552.